# Нова Деревня (Бебелевська сільрада)
Нова Деревня (рос. Новая Деревня) — присілок в Ферзиковському районі Калузької області Російської Федерації.
Населення становить 119 осіб. Входить до складу муніципального утворення Бебелевська сільрада.

## Історія
Від 2004 року входить до складу муніципального утворення Бебелевська сільрада

## Населення
1. Н/Д[2]